# Orde voor Kunst en Wetenschap (Mecklenburg-Strelitz)
De Orde voor Kunst en Wetenschap (Duits: Orden für Kunst und Wissenschaft) was een op 19 juni 1909 ingestelde ridderorde van Mecklenburg-Strelitz.
De uitvoering van het kleinood herinnert sterk aan de Orde van Verdienste voor Wetenschap en Kunst van Anhalt en het herinneringsteken aan de Anhalt-Bernburgse hertogin-weduwe Frederieke dat in 1901 werd gesticht. Het naburige Groothertogdom Mecklenburg-Schwerin kende al sinds 1815 een Medaille voor Wetenschappen en Kunsten.
De orde werd in 1918, na het aftreden van de groothertog, in beide groothertogdommen afgeschaft.
De "ordensherr" of grootmeester was de groothertog van Mecklenburg-Strelitz. De nieuwe orde zou een ordekanselarij delen met de Huisorde van de Wendische Kroon. Anders dan bij de twee andere Mecklenburgse orden zou deze orde niet met Mecklenburg-Schwerin gedeeld worden.
In het op 19 juni 1909 door groothertog Adolf Frederik V van Mecklenburg-Strelitz getekende en op 11 november 1909 gepubliceerde stichtingsbesluit heet het dat de orde bestemd is om voor bijzondere prestaties op het gebied van kunst en wetenschap, met name "eigenes schaffen", verleend te worden.
De orde werd op 12 januari 1912 voor het eerst verleend aan de Hamburgse toneelspeler William Büllner. Op 30 oktober 1916 was de "Königlich Preussische Kämmersängerin" Marie Götze met een gouden ereteken de twintigste en laatste gedecoreerde. Alle dragers waren kunstenaars en negen van hen waren dames. Twaalf van hen ontvingen een verguld zilveren ereteken en acht een zilveren ereteken.. 
De Firma Godet&Sohn vervaardigde op bestelling van de kanselier van de Huisorde van de Wendische Kroon tussen 1909 en 1919 veertien verguld zilveren ordetekens en dertien zilveren ordetekens. Daarvan werden 20 uitgereikt, 12 van verguld zilver en 8 van zilver. Over de 7 overgebleven decoraties is niets bekend, ze kunnen zijn omgesmolten.
De bekendste van de gedecoreerden is de humorist Marcell Salzer, artiestennaam van Moritz Salzmann (27 maart 1873 in Sankt Johann an der March - 17 maart 1930 in Berlijn) die de onderscheiding op 15 maart 1913 ontving. Omdat een aantal van de gedecoreerden uitvoerende kunstenaars waren van vóór het tijdperk van de film en de langspeelplaat werden zij vergeten. Anderen zijn ook in de 21e eeuw nog van belang. 

## De dragers
- William Büllner, toneelspeler in Hamburg ontving het Ordeteken in 1912 in Goud.
- Prof. James Kwast in Berlijn ontving het Ordeteken in 1912 in Goud.
- Frieda Kwast-Hodapp, "Großherzöglich Hessische Kammer-Virtuosin" ontving het Ordeteken in 1912 in Goud.
- Prof. Marcell Salzer in Berlijn ontving het Ordeteken in 1913 in Goud.
- Hugo Walter, theaterdirecteur in Neustrelitz ontving het Ordeteken in 1913 in Goud.
- Kurt Frederich, "Herzöglich Sachsischer Kammersänger" ontving het Ordeteken in 1913 in Zilver.
- Sigrid Arnoldson, "Kammersängerin" ontving het Ordeteken in 1914 in Goud.
- Friedrich Hauptmann, dirigent ontving het Ordeteken in 1914 in Zilver
- Edwin Fischer, pianist in Berlijn-Friedenau ontving het Ordeteken in 1915 in Zilver
- Erika Wedekind, "Kammersängerin" in Dresden ontving het Ordeteken in 1915 in Goud.
- Prof. Ferdinand Hummel, dirigent in Berlijn ontving het Ordeteken in 1915 in Goud.
- Frau Pabst-Krause, operazangeres in Berlijn ontving het Ordeteken in 1915 in Zilver
- Alfred Abel, toneelspeler in Berlijn ontving het Ordeteken in 1916 in Zilver
- Erna Denera, "Kammersängerin" in Berlijn ontving het Ordeteken in 1916 in Goud.
- Kurt Frederich, "Herzöglich Sachsischer Kammersänger" ontving het Ordeteken in 1916 bij bevordering in Goud.
- Frederik Friedmann, regisseur in Berlijn ontving het Ordeteken in 1916 in Zilver
- Dr. Kaufmann, regisseur in Berlijn ontving het Ordeteken in 1916 in Zilver
- Gustav Havemann, Koninklijk Saksisch eerste kapelmeester in Dresden ontving het Ordeteken in 1916 in Goud.
- Carl Adolf Martienssen, een virtuoos pianist in Leipzig ontving het Ordeteken in 1916 in Zilver.
- Marie Götze, "Kammersängerin" in Berlijn ontving het Ordeteken in 1916 in Goud. Het was de laatste opgetekende benoeming in deze orde.

Dat inwoners van een Hanzestad zoals Hamburg een onderscheiding aannemen is ongebruikelijk. De Mecklenburg-Strelitzer groothertog nam een aantal Joden op in zijn Orde voor Kunst en Wetenschap, dat was in het antisemitische milieu van de hoge Duitse adel opvallend. 
De orde werd gesticht om diegenen die uitblonken in het beoefenen van hun kunst of wetenschap te eren. Benoemingen in de orde werden bij nader inzien geheel en al tot uitvoerende kunstenaars en leraren aan conservatoria beperkt.

## De uitvoering van het ordeteken
De voorzijde droeg binnen een lauwerkrans op de ring het groothertogelijke monogram "AF". De keerzijde van de ovale opengewerkte verguld zilveren of zilveren medaille droeg binnen een ring met de woorden "FÜR KUNST UND WISSENSCHAFT" en een ster. Men zag op de keerzijde het monogram van de stichter in spiegelbeeld. Boven het ovale medaillon was als verhoging een beugelkroon zonder voering met een doorboorde rijksappel gesoldeerd. De onderscheiding werd aan een ring door deze rijksappel aan een rood met geel lint met een blauwe zoom op de borst of in het knoopsgat van het revers gedragen. Dames droegen de onderscheiding aan een tot een strik opgemaakt lint op de linkerschouder.
De door Godet in Berlijn vervaardigde ordetekens zijn niet geëmailleerd en van verguld zilver of zilver. Ze zijn in beide klassen of graden 52 millimeter hoog en 30 millimeter breed. De versierselen wegen respectievelijk 14 tot 14,7 gram en 14 tot 14,3 gram. De versierselen wijken onderling iets af.
Het lint is 34 millimeter breed.
De orde moest na het overlijden van de drager, het oprichtingsbesluit gebruikt niet het woord "Ritter" maar enkel "Inhaber", en na een veroordeling wegens een misdrijf worden teruggegeven.
Het uitgereikte diploma, een door groothertog Adolf Frederik getekende "Besitzerurkunde" mocht de familie als aandenken houden.